# Чорноглазівська сільська рада
Чорноглазівська сільська рада — колишній орган місцевого самоврядування у Полтавському районі Полтавської області з центром у селі Чорноглазівка.

## Населені пункти
Сільраді були підпорядковані населені пункти:
- c. Чорноглазівка
- с. Бершацьке
- с. Глухове
- с. Долина
- с. Макарцівка
- с. Носівка
- с. Трирогове